# Soisy-sous-Montmorency
Soisy-sous-Montmorency é uma comuna francesa na região administrativa da Ilha-de-França, no departamento do Val-d'Oise. Situada a 12 quilómetros de Paris, a comuna estende-se em 3 km. Em 2010 a comuna tinha 18 406 habitantes (densidade: 4 624,6 hab./km²).

## História

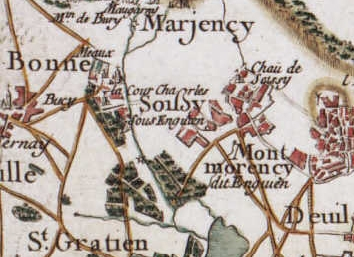
Soisy por volta de 1780 (Carta de Cassini).

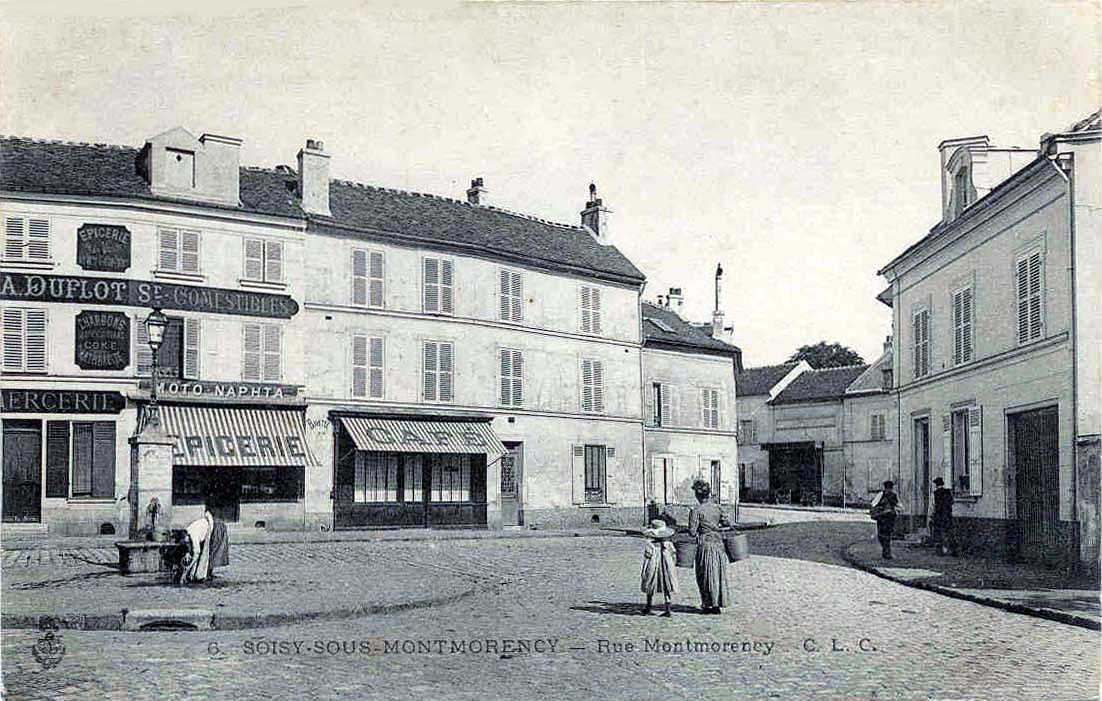
Soisy-sous-Montmorency - A Rue de Montmorency por volta de 1900

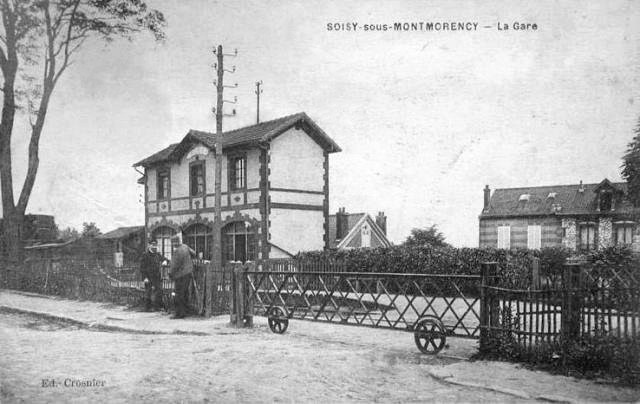
A estação de Soisy em serviço.

O nome da paróquia é mencionado na forma "Sosoi" em 1110 em um ato de um senhor de Montmorency pelo qual é doado à abadia de Saint-Florent de Saumur dos rendimentos do forno banal. O mesmo nome é encontrado em duas comunas do departamento de Essonne. Geralmente acredita-se que seja derivado de "Sosiacus" vindo do nome romano "Sosius". O passado galo-romano só é visível na presença de uma chamada estrada romana que ocupava o eixo do Vale de Montmorency. Esta importante rota estava na rota de Paris para Ruão, via Saint-Denis e Pontoise e se encontra a rota nas “Chaussées Jules César” usado como nome de rua em Eaubonne e Franconville para o NO.
Situado em parte nas encostas da grande colina que porta a Floresta de Montmorency, seu território tem sido favorável a vinhas e árvores frutíferas. A parte inferior, no fundo do amplo Vale de Montmorency, era pantanosa, de modo que a aglomeração principal teve de ser estabelecida no sopé das primeiras encostas.